# Glenea apicalis
Glenea apicalis es una especie de escarabajo del género Glenea, familia Cerambycidae. Fue descrita científicamente por Chevrolat en 1857.
Habita en Angola, Benín, Burundi, Camerún, Costa de Marfil, Yibuti, Etiopía, Ghana, Guinea, Kenia, Liberia, Malaui, Mozambique, Namibia, Nigeria, Uganda, República Centroafricana, República Democrática del Congo, República del Congo, República Sudafricana, Ruanda, Sierra Leona, Tanzania y Zimbabue. Esta especie mide 10-17 mm.